# Stoja
Stojanka Novaković (kyr. Стојанка Новаковић; * 4. Juni 1972 in Perlez bei Zrenjanin in SFR Jugoslawien), Künstlername Stoja (Стоја), ist eine serbische Turbo-Folk-Sängerin. Sie ist populär auf dem Westbalkan und in Bulgarien.

## Biografie
Novaković ist in Perlez aufgewachsen, welches im Verwaltungsbezirk Zrenjanin liegt, wo sie bis zu ihrem 25. Lebensjahr lebte. In frühen Jahren hat sie sich für Musik interessiert, wodurch sie im Schulchor gesungen hat und sich der Folklore gewidmet hat.
Novaković begann 1987 als Amateurin in örtlichen Diskotheken zu singen. 1997 nahm sie beim Produktionsstudio Lazarević Produktion ihr erstes Album auf. Ihr Debütalbum Kako je meni sada wurde 1998 veröffentlicht. Es war ein großer Erfolg, wodurch sie beim Label Grand produkcija unterzeichnen konnte. Ihr zweites Album Ćiki, ćiki kam 1999 heraus. Es enthielt mehrere Hits, der erfolgreichste war Ćiki, ćiki. Bei fast allen Liedern seit dem Beginn ihrer Karriere arbeitete sie mit ihrem Freund und Liedschreiber Stevan Simeunović zusammen. Stoja veröffentlichte die EP Osveta mit zwei Liedern im Jahre 2006, auf der die Band Južni Vetar vertreten war. Der Song Revolucija („Revolution“) und das Musikvideo wurden im Oktober 2010 veröffentlicht. Ihr zehntes Album Nije da Nije („Nicht, dass es nicht ist“) wurde 2013 vom Studio BN Music veröffentlicht. Danach folgten mehrere Singles wie Bela ciganka, Ola ola, Takvog dečka hoću ja, Lila lila und Ti brate imaš sve.

## Privatleben
Novaković heiratete im Alter von 16 Jahren und wurde anschließend mit 17 Mutter. Ihr Ehemann verlor mit 19 Jahren bei einem Autounfall sein Leben. Im Alter von 33 Jahren wurde Stoja Großmutter, als ihr Sohn Milan das erste Kind bekam. Seit 2007 lebt sie in Bežanijska kosa in der Nachbarschaft von Novi Beograd. 2009 heiratete sie den Architekten Igor Jovanović. Stojas Lieblingssängerin ist Šemsa Suljaković, weshalb sie öfters deren Lieder bei Konzert- oder Fernsehauftritten singt.

## Diskografie

### Alben
- 1998: Kako je meni sada
- 1999: Ćiki, ćiki
- 2000: Samo
- 2002: Evropa
- 2003: Zakletva
- 2004: 5
- 2006: Metak
- 2008: Do gole kože
- 2009: Naj, naj
- 2013: Nije da nije
- 2015: Bela Ciganka

### Kollaborationen
- 2000: Folk Carice (mit Šemsa Suljaković)
- 2005: Stoja & Sejo Kalač (mit Sejo Kalač)

### Kompilationen
- 2007: The Best Of

### Singles (Auswahl)
| - 1998: Da Da Da - 2000: Samo - 2000: Moje Srce Ostariti Ne Sme - 2002: Evropa - 2004: Starija - 2006: Nešto Mi Govori - 2006: Gde God Pođem Tebi Idem - 2006: Metak - 2008: Do gole kože - 2008: Potopiću Ovaj Splav - 2008: Muzika (mit Dejan Matić) | - 2015: Bela Ciganka - 2015: Lila, lila - 2017: Samo Jako (mit Coby & Relja) - 2018: Čista Hemija (mit Coby) - 2018: Ko Bi Rekao (mit Kija) - 2019: Dime Por Que (mit Luis Gomes & Baby Lores) - 2019: Taki Taki - 2021: Ponovo - 2022: Jovo Nanovo (mit Vuk Mob) - 2023: Milioner |